# Alfred de Pischof
Alfred de Pischof est un ingénieur, pionnier de l'aviation à la triple nationalité. 

## Biographie
Il est né à Vienne dans une famille française originaire de Russie.
En 1901, il suit les enseignements du lycée Chaptal et de l'ESTP. 
Il participe à la réalisation du percement du tunnel des Karawanken, ligne de chemin-de-fer Assling à Villach (1901-1905).
Il crée en 1906 son propre planeur, qu'il essaie sur les hauteurs de Palaiseau, puis, en 1907 son propre aéronef, le Pischnof no 1, surnommé : « Le vol au vent ». Il côtoie les Blériot, Farman, et autre Voisin.
C'est avec Paul Koechlin (1881-1916), qu'en 1908-1909, ils réalisent ensemble un monoplan à trois paires d'ailes en tandem, la dernière étant  la queue stabilisatrice, équipé d'un moteur Duteil & Chalmers à deux cylindres horizontaux opposés d'une puissance de 20 ch,qu'ils feront voler sur 300 mètres et 500 mètres à Villacoublay, le 29 octobre 1908.
En 1909, il est de retour à Vienne pour la société Wemer & Pfleider où il construisit un avion qui allait le rendre célèbre l’« Autoplan » car considéré le plus sûr et le plus innovant de l’époque. Pischof passa le brevet de pilote le 24 avril 1910 afin de pouvoir piloter lui-même sa machine. Il est le premier à survoler le Mont-Saint-Michel lors d'un vol d'entraînement en vue de la traversée de la Manche. Mais Blériot le devance le 25 juillet 1909.
En 1910, il ouvre deux écoles de pilotage à Issy-les-Moulineaux et à Juvisy, puis vend les plans et la licence de son : « Autoplan ».
Il se pose en janvier 1912 sur le campus de l'École Spéciale des Travaux Publics à Cachan pour saluer plusieurs centaines d'élèves que dirige monsieur Léon Eyrolles, puis redécolle pour se rendre à Port-Aviation, son terrain à Viry-Châtillon, avec son « Autoplan » de bois et de toile d'une envergure de 11 mètres.
Il retourne en Autriche en 1909, puis en Russie en juillet 1912. Il prend la direction des usines d'avions Terestcenko à Kiev et un peu plus tard, il devient sous-directeur de l'usine Anatra à Odessa, et travailla ensuite chez l'avionneur Mathias à Berdiansk. Engagé volontaire dans les troupes impériales russe aux côtés du général Anton Dénikine à la fin de 1917. 
C'est à la fin de l'année 1920 qu'il rentre en France.
En 1922, il construit un très petit avion équipé d'un moteur de 10 ch, dans le but de mettre l'aviation à la portée de tous. Son avion est l'ancêtre de l'ULM, qu'il fait construire aux établissements Chauvière à Ivry-sur-Seine. Dans la cabine, une selle de vélo sert de siège, deux pédales. Cet engin est baptisé la bicyclette, et monte à 1 800 mètres d'altitude. Elle prendra également le nom  d'avionnette
Le 13 août 1922, en revenant de Villacoublay, en direction d'Orly, avec sa bicyclette volante où il venait de faire un vol de certification, il est projeté par une violente rafale de vent hors de son appareil dont il n'avait pas bouclé la ceinture et se tue en tombant d'une hauteur de 500 mètres, au-dessus de Châtenay-Malabry, dans les Hauts-de-Seine.

## Décorations
- Chevalier des Palmes académiques pour ses travaux d’ingénieur[1].

## Hommages
- La ville de Joigny (Yonne) a donné son nom à une rue de la commune.
- Un timbre illustrant le premier vol à Villacoublay représentant l'avion de Pischof est sorti le 17 décembre 2008.

## Pour approfondir